# To je Brno
To je Brno je knižní průvodce vydaný Turistickým informačním centrem města Brna 1. dubna 2017. Publikace cílí především na místa jinými průvodci opomíjená, jako jsou např. hřbitovy, umění ve veřejném prostoru, parky, trhy a bazary. Publikace hned po svém vydání vzbudila zájem veřejnosti pro množství faktických chyb a ironických poznámek, zejména o sousedních obcích. Během prvního týdne prodeje se prodalo 2000 kusů z nákladu celkem 3000 kusů.
V září 2017 vydalo Turistické informační centrum města Brna novou verzi publikace rozšířené o kapitolu, ve které dotčené obce (Velké Pavlovice, Blansko a Kuřim) dostaly prostor pro vlastní propagaci.
V únoru 2019 vyšel druhý díl pod názvem TO JE BRNO II. Průvodce se tentokrát věnuje výhradně městu Brnu.

## Kontroverze
Závěrečná kapitola věnovaná obcím v okolí Brna popisuje některá města svérázným způsobem. Kuřim autor této části popisuje jako „variaci pracovního tábora, kam se lidé stěhují zcela dobrovolně,“ Blansko jako město „kde na vás dýchne nicota, deprese a prázdnota“ a Rousínov zmiňuje jako sídlo největšího výrobce hracích automatů na světě. Proti tomuto zobrazení svých měst se ohradili starostové Kuřimi, Blanska a Rousínova. Brněnský primátor Petr Vokřál se od této prezentace distancoval a do každého výtisku byla doplněna záložka s informací, že nejde o oficiální stanovisko města.
Průvodce také obsahuje několik faktických chyb. Jundrov, Bystrc a Kohoutovice uvádí jako „sídliště na východě Brna“ a jako místo výstavy Slovanské epopeje Alfonse Muchy uvádí Čínu (ta ale byla v té době vystavována v Japonsku).